# G 岩田剛典 三代目J Soul Brothers from EXILE TRIBE
《G 岩田剛典 三代目J Soul Brothers from EXILE TRIBE》是日本男藝人岩田剛典的第一本個人寫真集，也是Gambit的「G系列」寫真集第二作，於2014年3月6日發行。

## 概要
繼2013年推出日本男藝人鄉裕美的寫真集《G 郷裕美》後，Gambit於2014年推出「G系列」寫真集的第二作《G 岩田剛典 三代目J Soul Brothers from EXILE TRIBE》，並選在岩田剛典25歲生日當天的3月6日發行。作品由在美國紐約居住14年的攝影師Munetaka Tokuyama操刀，在澀谷、原宿、青山與攝影室等各個地方拍攝，捕捉岩田從在上床半裸的性感模樣至街頭嬉戲的樣子等不同真實模樣。
寫真集以A4尺寸大小發行，總共收錄88頁照片以及收錄長約12分鐘的幕後製作片段，並包括岩田本人的訪問。

## 商業成績
寫真集發行後最高登上《Oricon公信榜》書籍榜第27位以及寫真集分榜第2位，累積銷量超過7.6萬冊，出版量則突破10萬冊。

## 資料來源
1. ↑  . .   [2021-07-18]. （原始内容存档于2021-07-18） （日语）.
2. 1 2  . 三代目J SOUL BROTHERS from EXILE TRIBE OFFICAL WEBSITE. 2014-02-18  [2021-07-18]. （原始内容存档于2021-07-18） （日语）.
3. ↑  . Amazon Japan.   [2021-07-18]. （原始内容存档于2021-07-23） （日语）.
4. ↑  . ナタリー. 2014-03-06  [2021-07-18]. （原始内容存档于2021-07-18） （日语）.
5. ↑  . Oricon. 2016-11-17  [2021-07-18]. （原始内容存档于2021-07-18） （日语）.
6. ↑  . ギャンビット パブリッシング於Facebook. 2016-01-26  [2021-07-18] （日语）.

## 外部連結
- 三代目J Soul Brothers from EXILE TRIBE 官方網站 （页面存档备份，存于）（日語）